# Босния и Герцеговина на Паралимпийских играх
Босния и Герцеговина на Паралимпийских играх впервые приняла участие в 1996 году на летних Играх в Атланте, и с тех пор принимает участие на всех летних Играх. На зимних Играх делегация Боснии и Герцеговины участвовала начиная с Игр 2010 года в Ванкувере.
На настоящее время спортсмены Боснии и Герцеговины завоевали на всех Играх в сумме 6 медалей, из них 3 золотых, все медали были завоёваны на летних Играх.
До 1988 года включительно спортсмены Боснии и Герцеговины участвовали на Паралимпиадах в составе сборной Югославии.

## Медальный зачёт

### Медали летних Паралимпийских игр
| Игры                | Золото | Серебро | Бронза | Всего | Место |
| ------------------- | ------ | ------- | ------ | ----- | ----- |
| 1996 Атланта        | 0      | 0       | 0      | 0     | —     |
| 2000 Сидней         | 0      | 1       | 0      | 1     | 60    |
| 2004 Афины          | 1      | 0       | 0      | 1     | 57    |
| 2008 Пекин          | 0      | 1       | 0      | 1     | 63    |
| 2012 Лондон         | 1      | 0       | 0      | 1     | 52    |
| 2016 Рио-де-Жанейро | 0      | 1       | 0      | 1     | 69    |
| 2020 Токио          | 0      | 0       | 1      | 1     | 78    |
| Итого               | 2      | 3       | 1      | 6     |       |